# Veltex Shizuoka
Il Veltex Shizuoka (ベルテックス静岡) è una società cestistica avente sede a Shizuoka, in Giappone. Fondata nel 2018, gioca in B.League.

## Storia
Il Veltex Shizuoka è una squadra di pallacanestro giapponese fondata a Shizuoka nel 2018. Attualmente gioca in B2 League, la seconda serie del campionato giapponese di pallacanestro.